# Consistório Ordinário Público de 1829

## Cardeais
| Nº                 | País               | Nome                           | Idade              | Cargo                    | Título ou Diaconia                             |
| Cardeais eleitores | Cardeais eleitores | Cardeais eleitores             | Cardeais eleitores | Cardeais eleitores       | Cardeais eleitores                             |
| ------------------ | ------------------ | ------------------------------ | ------------------ | ------------------------ | ---------------------------------------------- |
| 1                  | Itália             | Cesare Nembrini Pironi Gonzaga | 60                 | Bispo de Ancona e Numana | Cardeal-presbítero de Santa Anastácia          |
| 2                  | Itália             | Remigio Crescini, O.S.B.       | 72                 | Bispo de Parma           | Cardeal-presbítero de São João na Porta Latina |

## Ligações Externas
- «Catholic Hierarchy» (em inglês)